# 因幡の白兎

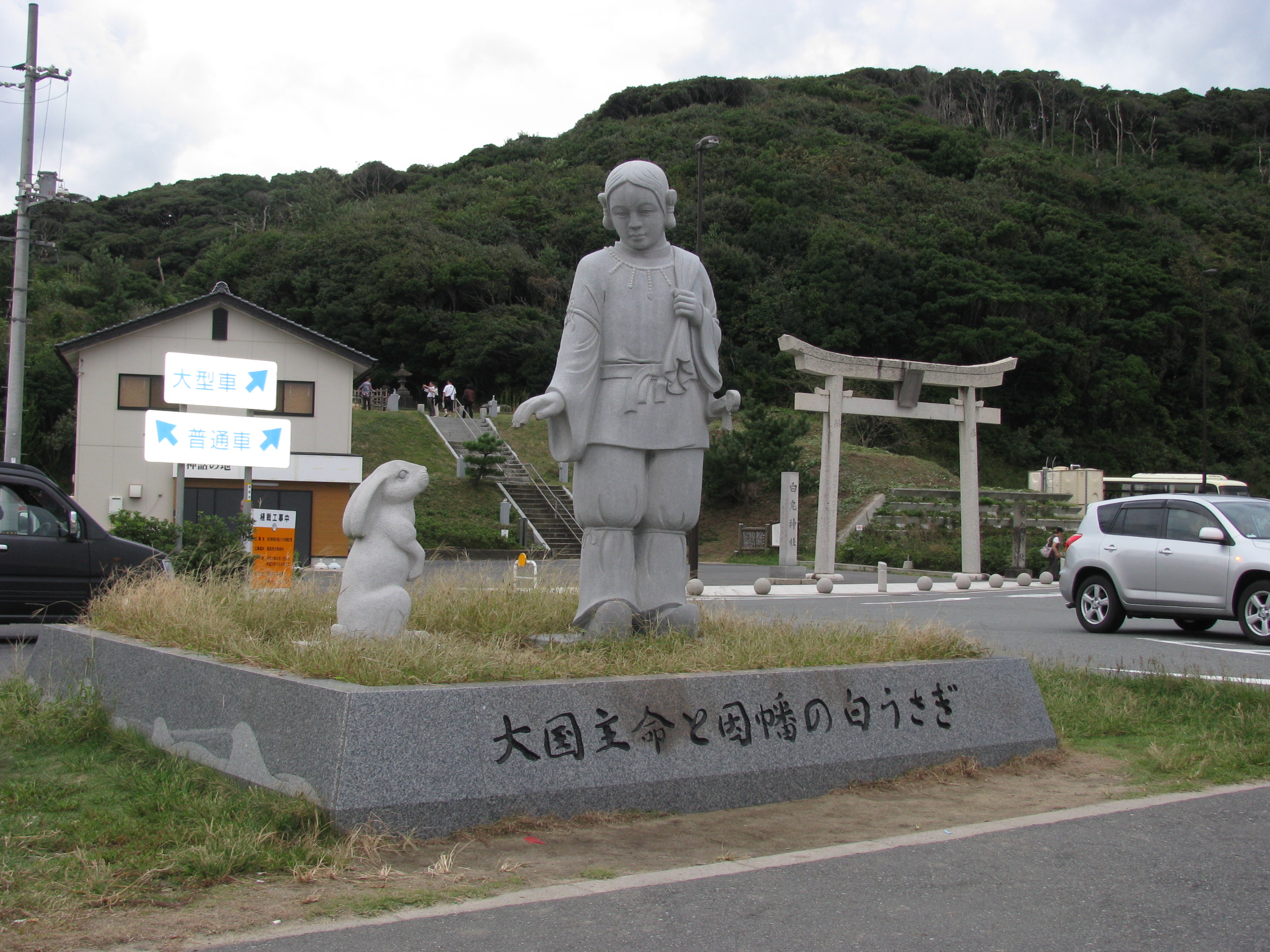
白兎海岸側の大国主と白兎の像。
後ろは白兎神社の鳥居。手前の舗装帯の右手に道の駅神話の里 白うさぎがある。

因幡の白兎（いなばのしろうさぎ）とは、日本神話（古事記）に出てくるウサギ、または、このウサギの出てくる物語の名。『古事記』では「稻羽之素菟」（稲羽の素兎）と表記。

## 概説

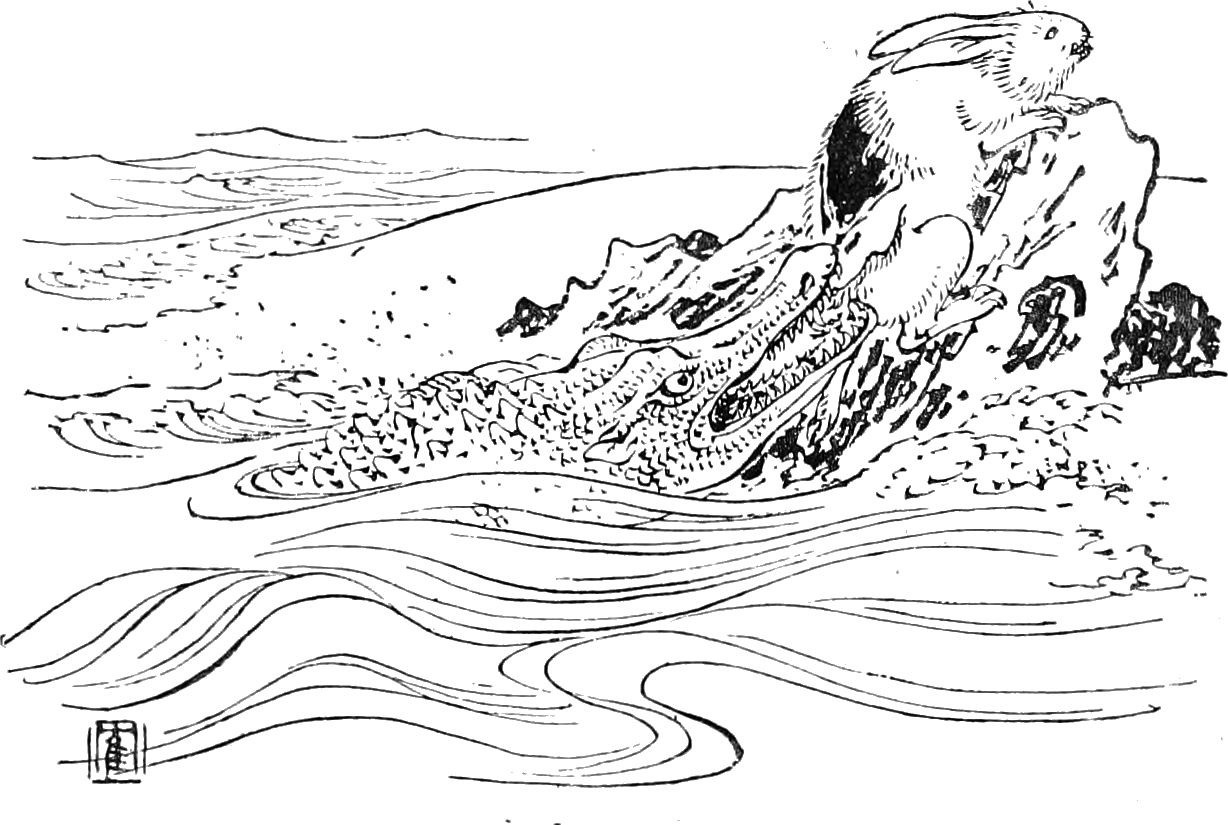
皮を剥ぎ取られる兎
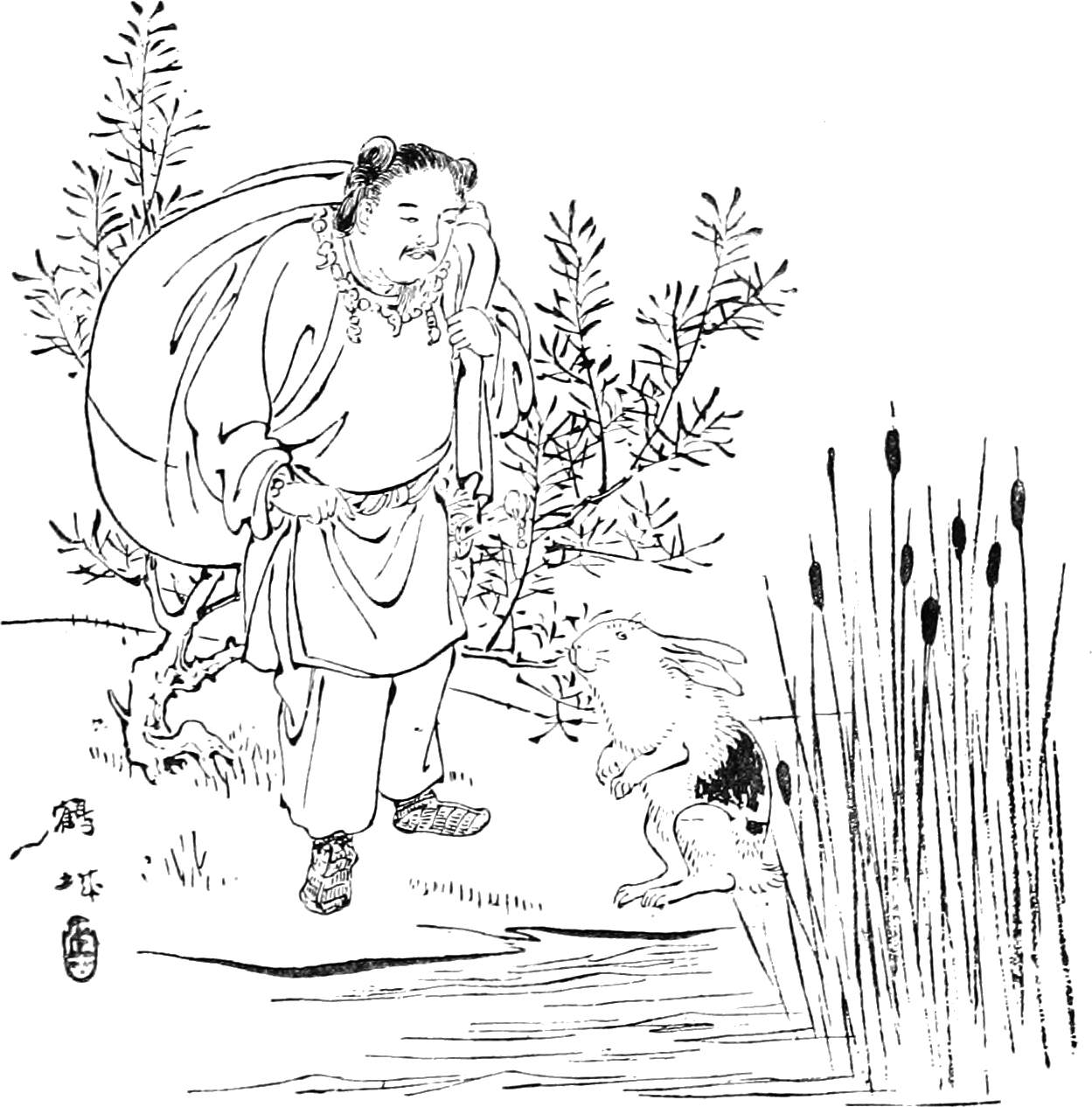
大国主と兎

この説話は、「大国主の国づくり」の前に、なぜ他の兄弟神をさしおいて大国主が国をもったかを説明する一連の話の一部である。『先代旧事本紀』にあって『日本書紀』にはない。後者で「大国主の国づくり」の話は、本文でない一書にある「ヤマタノオロチ退治」の直後に続く。また、『因幡国風土記』は現存せず、『出雲国風土記』に記載はない。
『古事記』上巻（神代）にある大穴牟遲神（大国主神）の求婚譚の前半に「稻羽之素菟」が登場し、大穴牟遲神に「あなたの求婚は成功するでしょう」と宣託言霊のような予祝を授ける（説話の後半は大国主の神話#八十神の迫害を参照）。
今日では、「稻羽之素菟（いなばのしろうさぎ）が淤岐島（おきのしま）から稻羽（いなば）に渡ろうとして、和邇（ワニ）を並べてその背を渡ったが、和邇に毛皮を剥ぎ取られて泣いていたところを大穴牟遲神（大国主神）に助けられる」という部分だけが広く知られている。

## 古事記
『古事記』中の大國主神の文のうち稻羽之素菟（稲羽の素兎）に関する内容の現代語訳と原文を示す。
大穴牟遲神（おおなむぢのかみ＝大国主神）は八十神（やそがみ＝兄弟）から嫌われていた。八十神は、稲羽の八上比賣（やがみひめ）に求婚したいと思い、稲羽（いなば）に出掛けた時、大穴牟遲神に袋を持たせ、従者のように引き連れた。
「気多（けた）の前」に来たとき、裸の兎（あかはだのうさぎ）が伏せっていた。兎は、八十神に「海塩を浴び、山の頂で、強い風と日光にあたって、横になっていることだ」と教えられた通りに伏せていたが、海塩が乾くにつれ、体中の皮がことごとく裂けてきて、痛みに苦しんで泣いている。すると、最後に現れた大穴牟遲神が「なぜ泣いているの」と聞いた。
兎は「私は隠岐の島からこの地に渡ろうと思ったが、渡る手段がありませんでした。そこで、ワニザメ（和邇）を欺いて、『私とあなたたち一族とを比べて、どちらが同族が多いか数えよう。できるだけ同族を集めてきて、この島から気多の前まで並んでおくれ。私がその上を踏んで走りながら数えて渡ろう』と誘いました。すると、欺かれてワニザメは列をなし、私はその上を踏んで数えるふりをしながら渡ってきて、今にも地に下りようとしたときに、私は『お前たちは欺されたのさ』と言いました。すると最後のワニザメは、たちまち私を捕えてすっかり毛を剥いでしまいました。それを泣き憂いていたところ、先に行った八十神たちが『海で塩水を浴びて、風に当たって伏していなさい』と教えたので、そうしたところ、この身はたちまち傷ついてしまったのです」といった。そこで、大穴牟遲神が兎に「今すぐ水門へ行き、水で体を洗い、その水門の蒲（がま）の穂をとって敷き散らして、その上を転がって花粉をつければ、膚はもとのように戻り、必ず癒えるだろう」と教えたので、そうすると、その体は回復した。これが、稲羽の素兎（しろうさぎ）である。
その兎は「八十神は八上比賣を絶対に得ることはできません」と大穴牟遲神に言った。そのとおり、八上比賣は八十神に「あなたたちの言うことは聞かない」とはねつけ、大穴牟遲神に「袋を背負われるあなた様が、私を自分のものにしてください」と言ったため、今では兎神とされる。

## 解説

### 稻羽
「因幡の白兎」とあるが、「稲羽」が因幡（現在の鳥取県東部）だという記載はない。「イナバ」は稲葉、稲場すなわちイネの置き場を指し、各地の地名にもみえる。また、「往ぬ」「去ぬ」という動詞からきているとして和歌などにも「去ろう」「帰ろう」との意味で詠まれてきた。これを因幡とするのは、大国主の話の前後に素戔嗚命の話があり、素戔嗚は出雲に住んだので、物語の展開上、その近隣の因幡を指すとされてきた。

### 淤岐嶋
「淤岐嶋」には、現在の島根県隠岐郡隠岐島とする説、ほかの島（沖之島等）とする説がある。他に、『古事記』の他の部分では隠岐島を「隠伎の島」と書くのに、「稻羽之素菟」では「淤岐嶋」と書き、あるいは「淤岐」の文字は「淤岐都登理（おきつどり）」など陸地から離れた「沖」を指すことが多いため、「淤岐嶋」は特定の場所ではなく、ただ「沖にある島」を指すとする説もある。
「気多の前」の位置には諸説あり、「淤岐嶋」を島根県隠岐郡と解釈して隣県鳥取市の「気多の岬」（旧鳥取県高草郡から同気高郡に改編）とする説や、同じ市の「長尾鼻」（旧気多郡のち気高郡）とする説などがある。なお、『因幡国風土記（逸文）』には話の舞台が「因幡の高草郡」と記されている。
「淤岐嶋」を島根県隠岐郡としたとき、鳥取市（旧高草郡）の白兎海岸の沖合150メートルにある島まで点々とある岩礁を「わに」とする説もある。その周辺には「気多の岬」、菟が身を乾かした「身干山」、兎が体を洗った「水門」、かつては汽水域の湿地で戦前まで蒲が密生したという「不増不滅之池」、「白兎神社」などがある。

### 白兎神社
白兎神社に関しては、江戸時代初期の鳥取藩侍医小泉友賢の『因幡民談記』では、『塵添壒嚢鈔（じんてんあいのうしょう）』に「老兔」の記載があるため、大兔（おおうさぎ）明神は老兔（ろううさぎ）明神である」と考察し、菟は〓（にんべんに竹の右側）草の林の「老兔」であり、洪水によって林から流されると〓の根に乗って沖の島に着いた。帰るために「鰐という魚」をたばかって、己とおまえとどちらが家族が多いか数えようと言って鰐を集めてその背を渡ったという。
平安時代の『延喜式』神名帳の因幡国に白兎神社の記載はないが、それだけで平安時代に存在しなかったとはいえない。また、八上比売を祀る神社に鳥取市の売沼神社（旧八上郡のち旧八頭郡）をあてる説があり、『延喜式』の八上郡に売沼神社の記載がある。

### 八上の白兎神社
八頭町には、3つの白兎神社があり『郡家町誌』に掲載されている。
八頭町福本にある白兎神社は、840年前後に仁明天皇より位をいただき、江戸期築造の「大兎大明神」を祀る社殿が大正時代まであって、蟇股には「波に兎」と菊の御紋の彫刻が施されていた。この社は合祀により廃社となり、社殿は八頭町下門尾「青龍寺」に移され、本堂の厨子として再利用されている。
現在、八頭町池田には池田神社（「白兎神社」）と呼ばれる神社があるが、祭神は弁財天、兎神、稲荷神で2基の祠が鎮座する。
八頭町土師百井（はじももい）には、もと白兎神社があり、大正時代に池田の白兎神社と併せてご神体は八頭町宮谷の「賀茂神社」に合祀された。いずれも廃社ではあるものの、地元の人たちによって今もなお崇敬されている。八頭町には白兎神社関係の灯篭が下門尾と前出の賀茂神社に残る。
山間の鳥取県八頭郡八頭町、かつての八上郡（やかみのこおり）を舞台とする白兎の話は、石破洋教授の著作『イナバノシロウサギの総合研究』（牧野出版）をきっかけに広く知られるようになった。書中に紹介された城光寺縁起と#土師百井の慈住寺記録によると、天照大神が八上行幸の際、行宮にふさわしい地を探したところ、一匹の白兎が現れた。白兎は天照大神の御装束を銜（くわ）えて、霊石山頂付近の平地、現在の伊勢ヶ平（いせがなる）まで案内し、そこで姿を消した。白兎は月読尊（つくよみのみこと）のご神体で、その後これを道祖白兎大明神と呼び、中山の尾根続きの四ケ村の氏神として崇めたという。
天照大神は行宮地の近くの御冠石（みこいわ）で国見をされ、そこに冠を置かれた。その後、天照大神が氷ノ山（現赤倉山）の氷ノ越えを通って因幡を去られるとき、樹氷の美しさに感動されてその山を日枝の山（ひえのやま）と命名された。
氷ノ山麓の若桜町舂米（つくよね）集落には、その際、天照大神が詠まれた御製が伝わるという。氷ノ越えの峠には、かつて因幡堂があり白兎をまつったというが、現存しない。郷土史家による『須賀山雑記』（すがせんざっき）に掲載がある。
「波に兎」は江戸中期に庶民も広く愛好したことが知られる瑞祥文様である。謡曲「竹生島」の歌詞にも〈月の兎は水に映った月の中で波の上を跳ねる〉とある。東北関東九州近畿、各地の寺社の彫刻に「波に兎」の意匠が見られるが、因幡地方には特に集中している。

### 素菟
この兎は、「白兎神社」や「白兎神」「白兎明神」などに見られるように、「白兎」として伝わる。『古事記』の表記は「菟」、「裸の菟」、「稲羽の素菟」、「菟神」がある。本居宣長は「素」には「何もまとわず何にも染まっていない」の意があると述べる。『古事記』には兎の毛色に言及はなく、「素布（そふ）＝白い布」の例から宣長の言う「素」に白の意があると考えると「白兎」ともいえる。なお、日本に広く分布するニホンノウサギは夏期は体毛の色が焦げ茶からベージュに、冬季積雪地域では白へと変化する。また隠岐島には冬になっても白くならない亜種オキノウサギが生息する。

### 医療
この説話における「水門」とは河口のことであり、水で体を洗うのは生理食塩水での洗浄を意味するとの見方、さらに「蒲黃」が薬草として登場するため日本における薬の最初の史籍だとする見方もある。なお、外傷や火傷に外用薬として用いる漢方薬に、「ホオウ（蒲黄）」というヒメガマ（ガマ科）の成熟花粉を乾燥させて粉末状にした処方が存在する。大国主神は、この説話および『日本書紀』の少彦名命（すくなひこな）と共に病気の治療法を定めたとされるため、医療の神ともされ、さまざまな薬草を使用している。

## 世界の類話
島から戻る話
シベリア少数民族の民話に、アオサギによって孤島に運ばれてたキツネがアザラシに頭数を数えると言って一列に並ばせ、背を渡って戻る場面がある。キツネは渡った先で猟師の獲物となり、毛皮をはがされる。
小鹿の例
インドネシアに因幡の白兎と類型する話が見られるが、ウサギではなく、小鹿とされる。洪水のために川を渡れなくなった鼠鹿が鰐を騙して集め、背を踏み歩いて渡り、愚かな鰐をあざける。
ウサギの尻尾が短い理由を説明する話
アフリカの民話では、湖を迂回するのを億劫がったウサギが親類の数を誇るワニを挑発し、その自慢が本当か数えると騙して渡るが、ワニに尻尾を食いちぎられてしまい、そのために現在のウサギの尻尾は短いと説明される。
袋を持った人間が動物を助ける、あるいは動物に助けられる話
- 『古事記』（草薙剣の話）

倭建命が火に囲まれたときに叔母からもらった袋とネズミのおかげで難を逃れた話として知られる。大国主が袋を背負ってやってきてウサギを助ける本項の『稲羽の白兎』を想起させる。
- 西アフリカのサバンナ地帯の口承民話

草原でワニが火に囲まれ、困っていると、通行人が、ワニを袋に入れて背に担ぎ、湖まで運んでやる。袋からワニを出すと、ワニは「腹が空いているからお前を食べる」という。人間は、「助けてやったのだから、食べないでくれ」と頼む。そこで、ワニは、湖に水を飲みに来たロバたちに意見をきく。ロバたちは、我々は人間を助けて乗り物となったり荷物を運んだりするが、感謝されたことはないと言う。動物たちに責められ、窮地に立った人間を、唯一、ウサギが助けてくれる。

知恵者のウサギが、「この袋は小さすぎる。人間は、本当にこの袋にワニを入れてここまで運んできたのか。もう一度袋に入ってみてくれないか」とワニにいう。そこで、再びワニが袋に入ると、ワニは人間に撲殺され、食用とされることになった。ワニの入った袋を背負った人間が村に帰ると、子が病に伏せっていた。助けるにはワニの血とウサギの肉が要る。ちょうどワニはウサギの知恵のおかげで袋に入れて持ちかえっている。あとはウサギだが、助けてくれたウサギがいる。ウサギは人間の話をこっそり聞き、すでに逃げ出していた。